# Scie de long

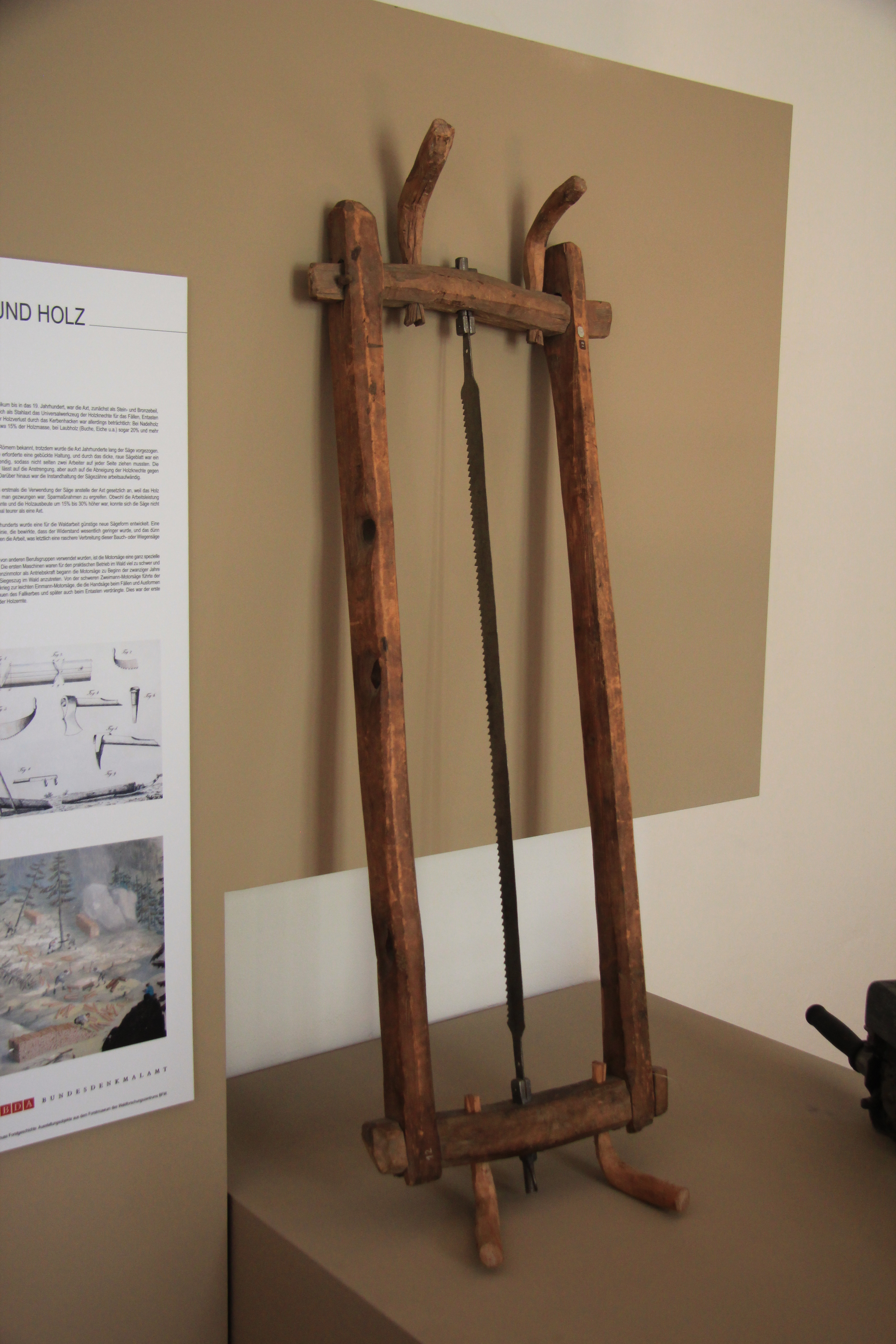
Scie de long allemande.

La scie de long, scie en long, ou bambane, est une grande scie à déligner généralement à cadre maniée par deux scieurs ; elle permet de transformer un tronc ou une poutre en planches.
Les scieurs de long sont chevriers ou renardiers (celui qui se trouve en haut de l'échafaudage se nomme « chevrier », celui qui est en dessous se nomme « renard », et il protège ses yeux de la sciure par un vieux sac ou un grand chapeau). Debout sur le rondin, ou plus souvent sur une pièce précédemment équarrie à la hache, le chevrier remonte la scie, qui descend ensuite de son propre poids aidée par l'impulsion du renardier.